# Bernard Planchenault
Bernard Planchenault (* um 1925; † nach 1955) war ein französischer Jazzmusiker (Schlagzeug).
Planchenault war in den 1950er-Jahren Schlagzeuger in Géo Dalys Quartett La Rose Rouge (mit André Persiani und Totole Masselier); außerdem war er Mitglied des Orchesters von Raymond Le Sénéchal. Des Weiteren hat er amerikanische Musiker wie Billy Eckstine (1955), Don Byas, Bill Coleman und James Moody begleitet und wirkte bei Aufnahmen von Blossom Dearie, Christian Chevallier, Guy Lafitte, Jack Diéval, Jean-Pierre Sasson und Michel de Villers mit. Im Bereich des Jazz war er laut Tom Lord zwischen 1950 und 1955 an 18 Aufnahmesessions beteiligt.